# Історія матері
«Історія однієї матері» (дан. Historien om en moder) — оповідання датського поета, письменника-мандрівника, оповідача та прозаїка Ганса Крістіана Андерсена (1805—1875). Казка була вперше опублікована в грудні 1847 року.. Ця історія була кілька разів екранізована, а також була адаптована в анімаційному фільмі, в якому використовувалася техніка стоп-моушн-ляльки.

## Конспект
Мати три дні й ночі не спала, пильнуючи хвору дитину. Коли вона на мить закриває очі, приходить Смерть і забирає її дитину. Мати вибігає на вулицю і питає жінку, яка є Ніч, куди пішла Смерть.
Ніч каже їй піти в ліс, але спочатку мати повинна заспівати кожну колискову, яку вона коли-небудь співала для своєї дитини. У лісі колючий кущ розповідає їй, який спосіб продовжувати, але лише після того, як вона зігріла кущ, притиснувши його до грудей, внаслідок чого вона кровоточить. Потім мати досягає озера, яке переносить її в обмін на її очі, які вона викрикує.
Тепер сліпа мати потрапляє в оранжерею, де Смерть піклується про квіти та дерева, кожне з яких — людське життя. Тут мати знаходить маленьку хвору рослину, тобто її дитину, впізнаючи її за звуком серцебиття. Стара жінка, яка допомагає доглядати за оранжереєю, каже їй в обмін на її волосся, що коли прийде Смерть, вона повинна погрожувати зірвати інші квіти. Тоді смерть буде боятися, бо вона повинна відповідати перед Богом; тільки Бог вирішує, коли рослини вирвати і посадити в райському саду, де ми не знаємо, що відбувається.
Смерть повертає їй очі і просить заглянути в колодязь. Тут вона бачить майбутнє двох дітей: одна повна щастя й любові, інша — нещастя й відчаю. Вона каже, що одним із цих майбуттів було б майбутнє її дитини, якщо вона виживе.
Тоді мати кричить зі страху: «Це моя дитина! Краще віднеси мою дитину в Царство Боже, ніж дозволь їй терпіти таке життя».
Смерть каже: «Я не розумію. Ви хочете, щоб ваша дитина повернулася, чи я повинна перенести її в невідоме?»
А мати ламає руки, стає на коліна і молиться Богу: «Не слухай мене, коли я прошу проти твоєї волі! Не слухай мене, не слухай мене, не слухай мене!»
І смерть виходить, переносячи свою дитину в невідому землю.

## У масовій культурі

### Фільми
- Historien om en moder (1949), a Danish film directed by Max Louw.
- Historien om en moder (1963), a Danish film directed by Erik Kirchner, Erik Mortensen and Jørgen Thoms.
- «Ganbare mama (Don't Give Up, Mother)» (1971), an episode of the Japanese anime series Andersen Monogatari, directed by Masami Hata.
- ророороор.
- The Story of a Mother (1979), a Danish film directed by Claus Weeke.
- Historien om en moder (1977), a Danish stop-motion animation film directed by Jørgen Vestergaard.
- Historia de una madre (2003), a Mexican film directed by Erik Mariñelarena.
- Historien om en mor (2005), a Danish TV movie directed by Svend Ploug Johansen.
- The Story of a Mother (2010). an Italian short film produced and directed by Alessandro De Vivo and Ivano di Natale.

### Комікси
- «Історія матері» (2004), датський графічний роман Петера Медсена.

### Музика
- «Die Geschichte einer Mutter» (1992), пісня норвезького гурту Bel Canto з їхнього альбому Shimmering, Warm and Bright 1992 року.
- Американський метал-гурт Revocation записав пісню «Cradle Robber» зі свого альбому Chaos of Forms 2011 року, натхненну цією історією.[1]
- «Mater Dolorosa» (1934), опера в чотирьох картинах Даніеля Штернефельда.
- «Мати» (1961), опера в одній дії Стенлі Голлінгсворта.[2]

### Мистецтво
- Смерть і Мати